# Singapores försvarsmakt
Singapores försvarsmakt består av de tre försvarsgrenarna armén, flygvapnet och flottan. Det är ett värnpliktsförsvar med stående styrkor om cirka 71 000 soldater och mobiliseringsförband om cirka 300 000 soldater. Försvarsutgifterna uppgår till 4,9 % av BNP.

## Värnplikt
Alla singaporesiska män är värnpliktiga från 18 till 40 års ålder. Första tjänstgöring omfattar två år. Under de närmaste tio åren därefter genomförs repetitionsövningar med 21-40 dagars tjänstgöring varje år. Den allmänna värnplikten för män är konsekvent och kategorisk i Singapore. Efter mönstring placeras den värnpliktige i en tjänst som motsvarar hans fysiska och psykiska förmåga. Rekryter med idrottsmärket i guld- eller silver går direkt till en nio veckors allmänmilitär utbildning; deras sammanlagda första tjänstgöring blir därför bara 22 månader. Övriga rekryter börjar tjänstgöringen med åtta veckors fysisk träning innan den allmänmilitära utbildningen. Överviktiga rekryter genomgår 19 veckor allmänmilitär utbildning med viktminskning som mål. Vapenfri tjänst existerar inte och vapenvägran bestraffas med upp till tre års fängelse.
Som svar på en note verbale från FN:s kommission för mänskliga rättigheter om värnpliktsvägran förklarade Singapores regering 1999 att FN:s deklaration om de mänskliga rättigheterna och FN:s konvention om medborgerliga och politiska rättigheter innehåller artiklar som begränsar utövandet av de garanterade rättigheterna med hänsyn till allmän ordning och samhällets välfärd. Man anmärkte särskilt att ett nationellt försvar är en grundläggande rättighet för en suverän stat enligt folkrätten och en oundgänglig nödvändighet för bevara ett lands självständighet. När en individs tro eller handlingar strider mot denna rättighet måste statens rätt att bevara nationens säkerhet få överhanden. Därvid, fortsatte man, är allmän värnplikt en grundläggande förutsättning för att små länder skall kunna upprätthålla sin nationella säkerhet. Där några stater kan ha "lyxen" av yrkesarmé är värnplikten ofta det enda sättet för små stater, som Singapore, att bygga upp ett försvar effektivt nog att avskräcka en angripare.

## Styrka

### Armén
Arméns personal utgörs till huvuddelen av värnpliktiga. De stående förbanden består dock av ständigt tjänstgörande anställd personal. 
- En snabbinsatsdivision om tre stående brigader.
- En division med fyra stående brigader
- Tre divisioner med sammanlagt 12 brigader (mobiliseringsförband).
- En lokalförsvarsdivision med sex lokalförsvarsbrigader (mobiliseringsförband).

### Flottan
Flottans personal utgörs till huvuddelen av ständigt tjänstgörande anställda.
- Två ubåtar av Sjöormen-klass.
- Två ubåtar av Västergötland-klass.
- Två typ 218-ubåtar under byggnad av Thyssen Krupp som ersättning för Sjöormen.
- Sex fregatter av Formidable-klass.
- Sex korvetter av Victory-klass.
- 12 patrullfartyg, med åtta ersättningsfartyg under byggnad.
- Fyra landstigningsfartyg av Endurance-klass.
- Fyra minröjningsfartyg av Bedok-klass.

### Flygvapnet
Flygvapnets personal utgörs av ständigt tjänstgörande anställda med ett visst inslag av värnpliktiga.
- McDonnell Douglas F-15E Strike Eagle
- Douglas A-4 Super Skyhawk
- Sikorsky S-70, baserade på flottans fregatter
- Lockheed C-130 Hercules